# Galerucella nymphaeae
Espèce
Galerucella nymphaeae, la galéruque du nénuphar (ou nénufar), est une espèce européenne d'insectes coléoptères de la famille des Chrysomelidae, ou plus exactement le nom d'un complexe d'espèces encore à préciser.
Avec le fort recul ou la disparition localement des grenouilles et crapauds (qui consomment l'adulte mais non les larves ou nymphes), cet insecte peut faire d'importants dégâts sur les feuilles de nénuphars où il effectue la totalité de son cycle de vie (hors-hiver quand les feuilles de nénuphar meurent ; le coléoptère hiberne alors à proximité des pièces d'eau). 

## Description
L’adulte (imago) mesure 5 à 8 mm de long. Sa couleur est brun foncé, mais plus jaune à jaunâtre au moment de l'émergence.

## Cycle de vie
Après son hivernage il apparait en mai – juin. 

Les adultes se regroupent sur les jeunes feuilles flottantes de nénuphar pour se nourrir et pour y pondre (au centre des feuilles, ce qui protège les futures larves de la prédation par les poissons). 

Les œufs, de couleur jaune clair à orange, mesurant moins d'1 mm, sont pondus par groupes de 12 à 18. 
La larve (noire à brun foncé) éclot après une semaine et peut mesurer jusqu’à 9 mm de long. 
Résistant très bien au soleil et à ses UV, c'est surtout elle qui creuse des galeries et des trous dans les feuilles émergées de la plante. 
La larve (généralement de 5 à 7 mm de long) donne ensuite naissance à une nymphe qui vit sur le dessus des feuilles.

## Espèce envahissante?
Normalement l'espèce est contenue par ses prédateurs naturels, mais avec le recul des amphibiens et oiseaux, cet insecte peut pulluler dans certains bassins d'ornement ou étendues naturelles de nénuphars. 

## Moyens de contrôle
Parmi les méthodes utilisées figure le nettoyage des feuilles au jet d'eau (pour de petits bassins décoratifs) : les insectes tombent dans l'eau, se noient ou sont dévorés par les poissons. 

Les insectes peuvent aussi être éliminés manuellement, on peut aussi couper les feuilles atteintes et les brûler ou les enterrer. 

Veiller à éviter l'emploi d'insecticides toxiques pour les poissons et autres animaux aquatiques.

## Autres espèces s'attaquant aux nénuphars
Les nénuphars sont habituellement résistants aux maladies, mais peuvent aussi être attaqués par le puceron noir du nénuphar et la pyrale du nénuphar ou hydrocampe du potamot (Elophila nymphaeata).

## Illustrations

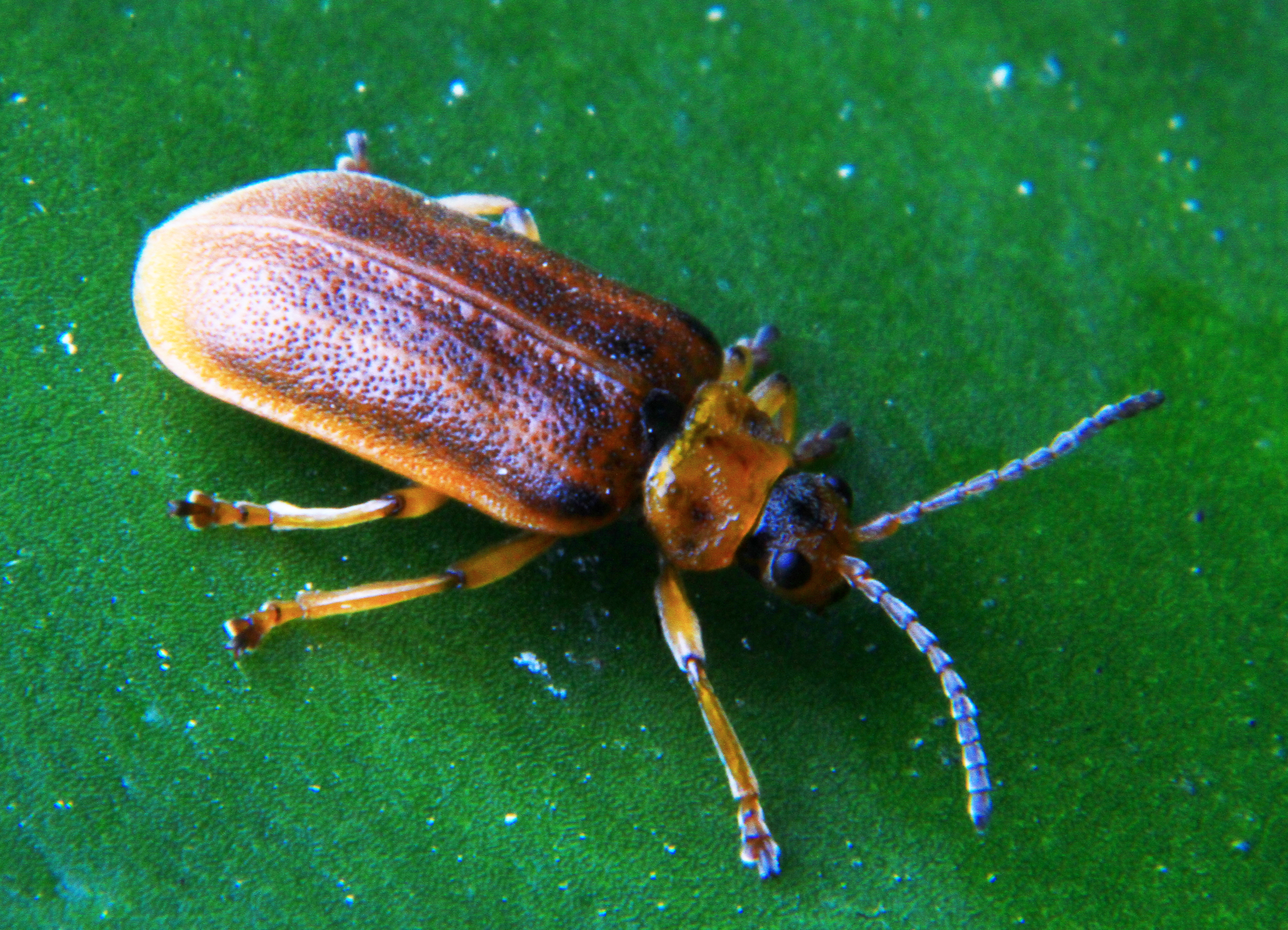
Imago
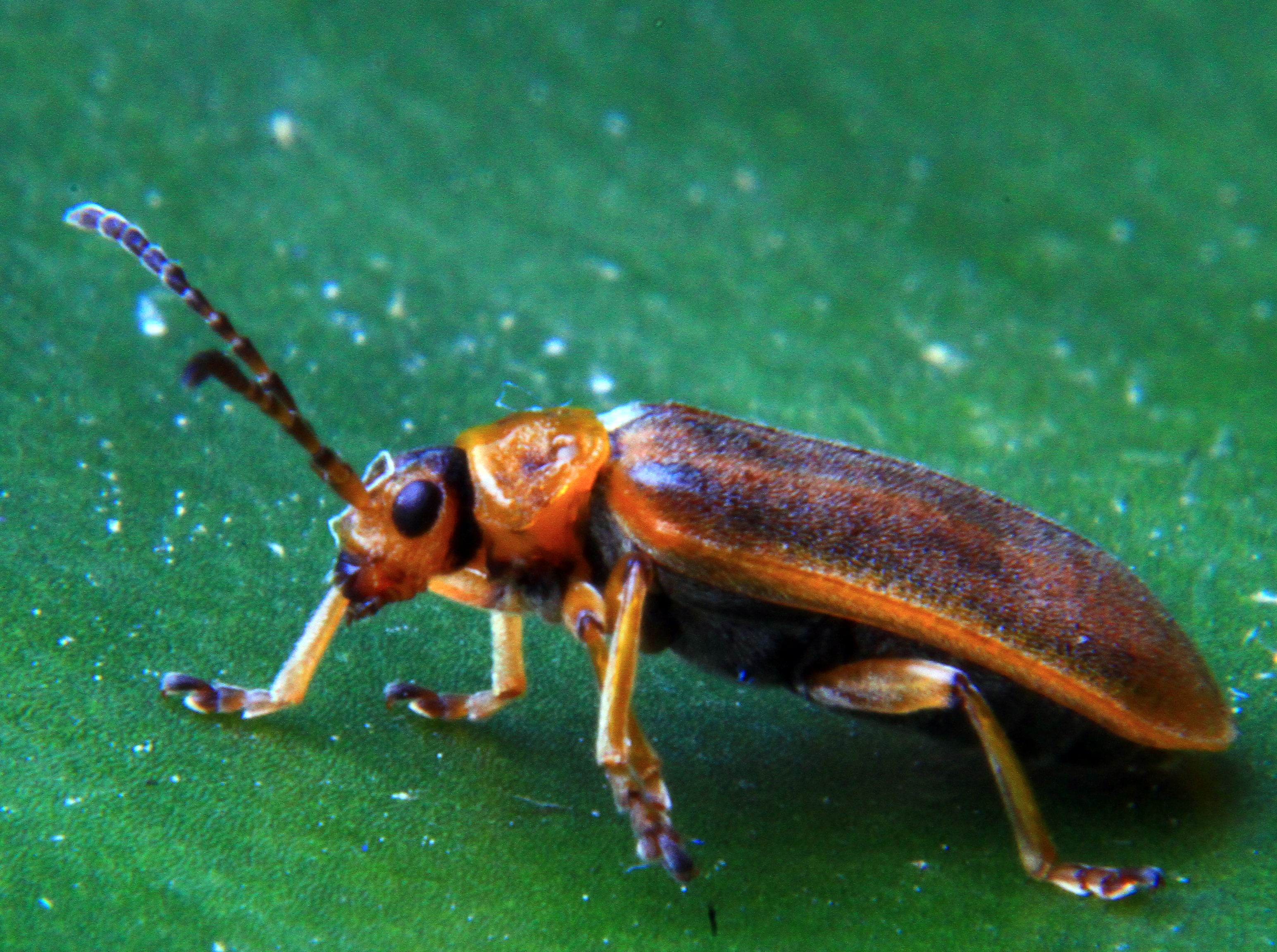
Imago
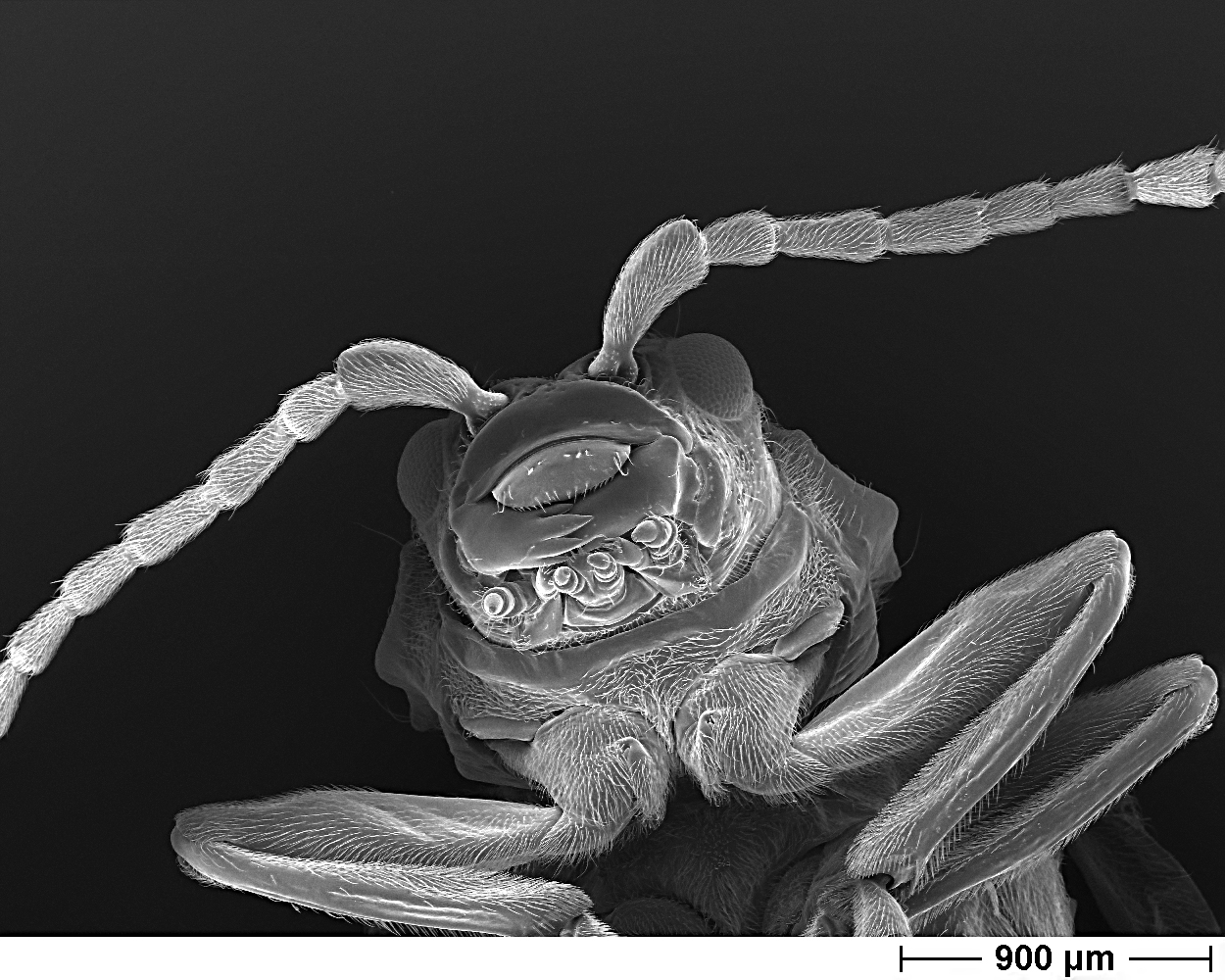
Imago
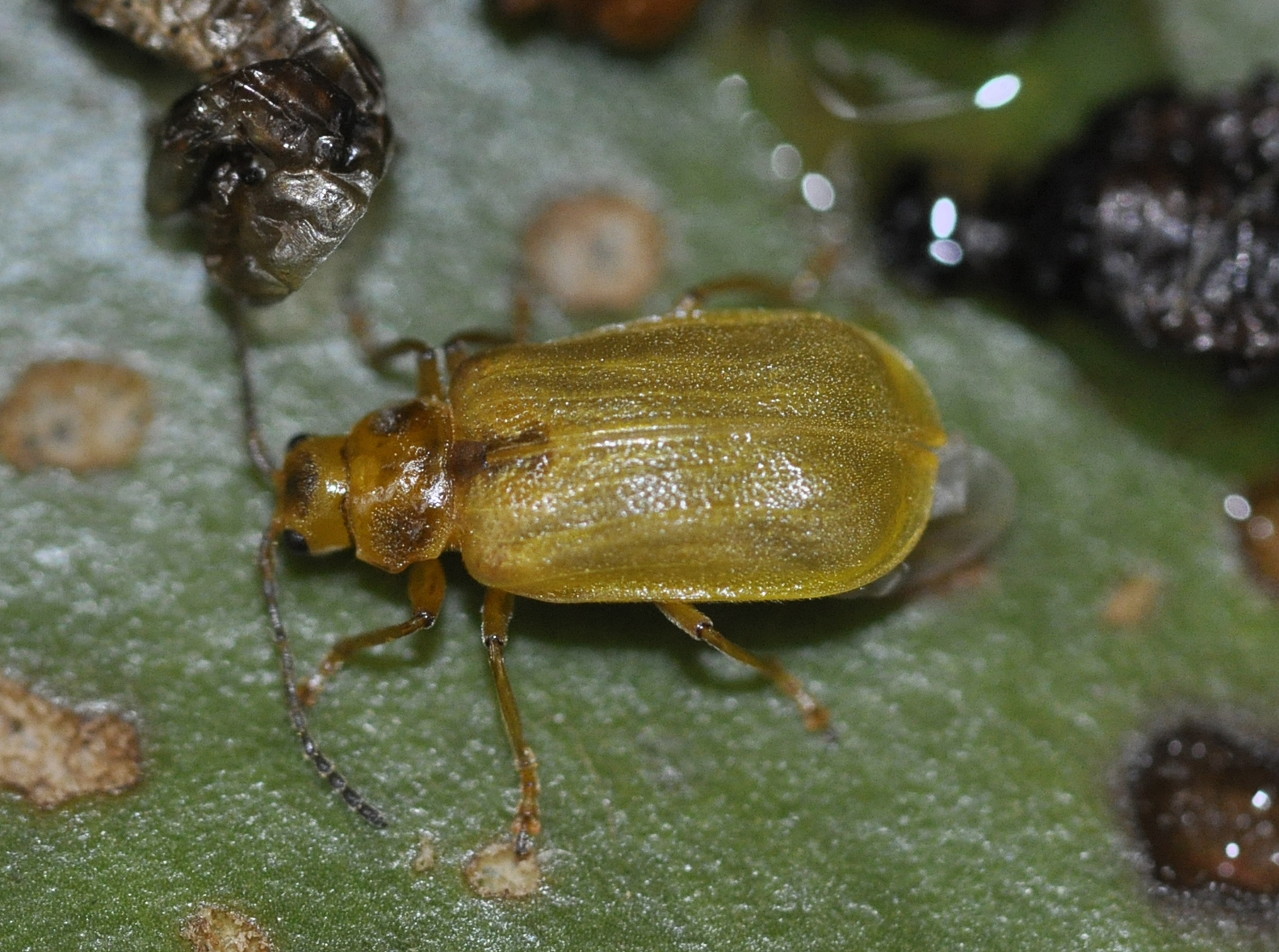
Jeune imago
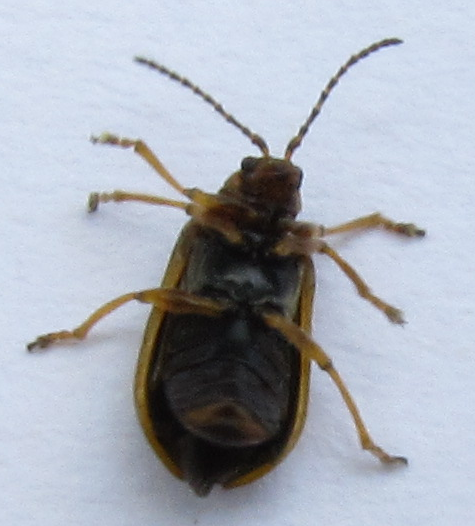
Face ventrale

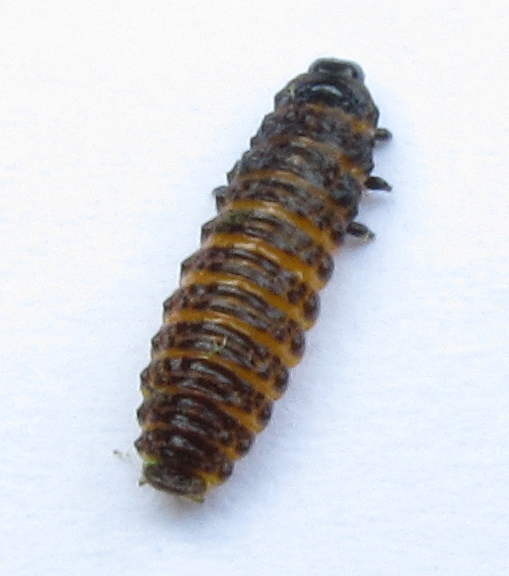
Larve avant métamorphose
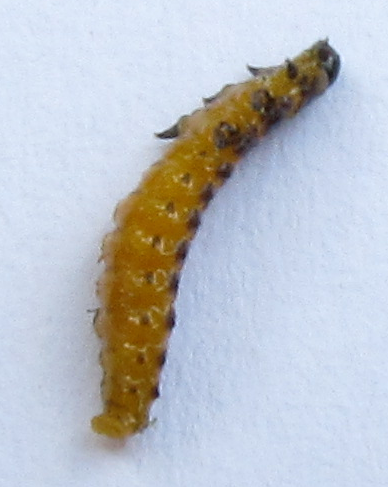
Larve avant métamorphose
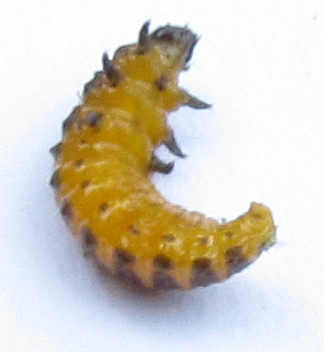
Larve avant métamorphose

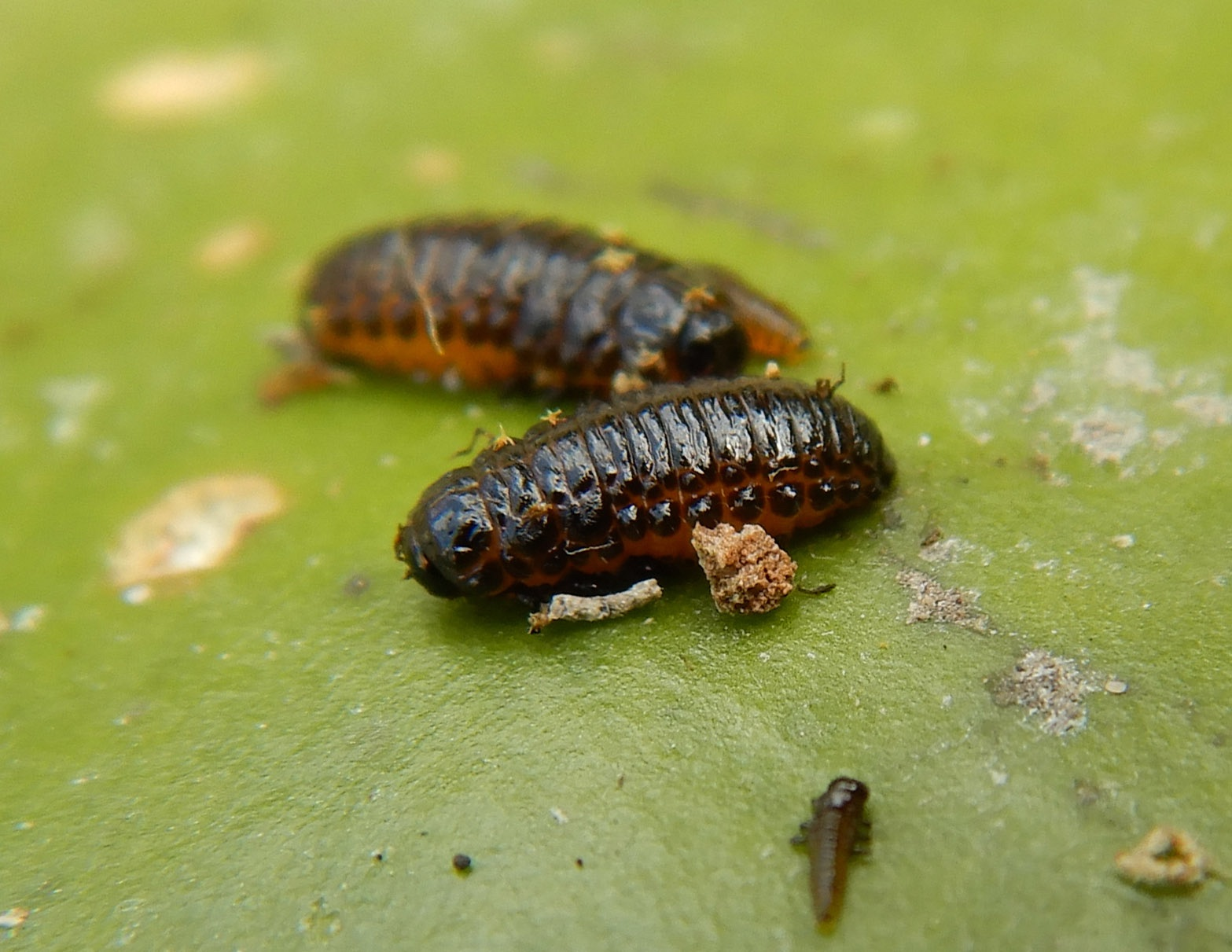
Début de la nymphose
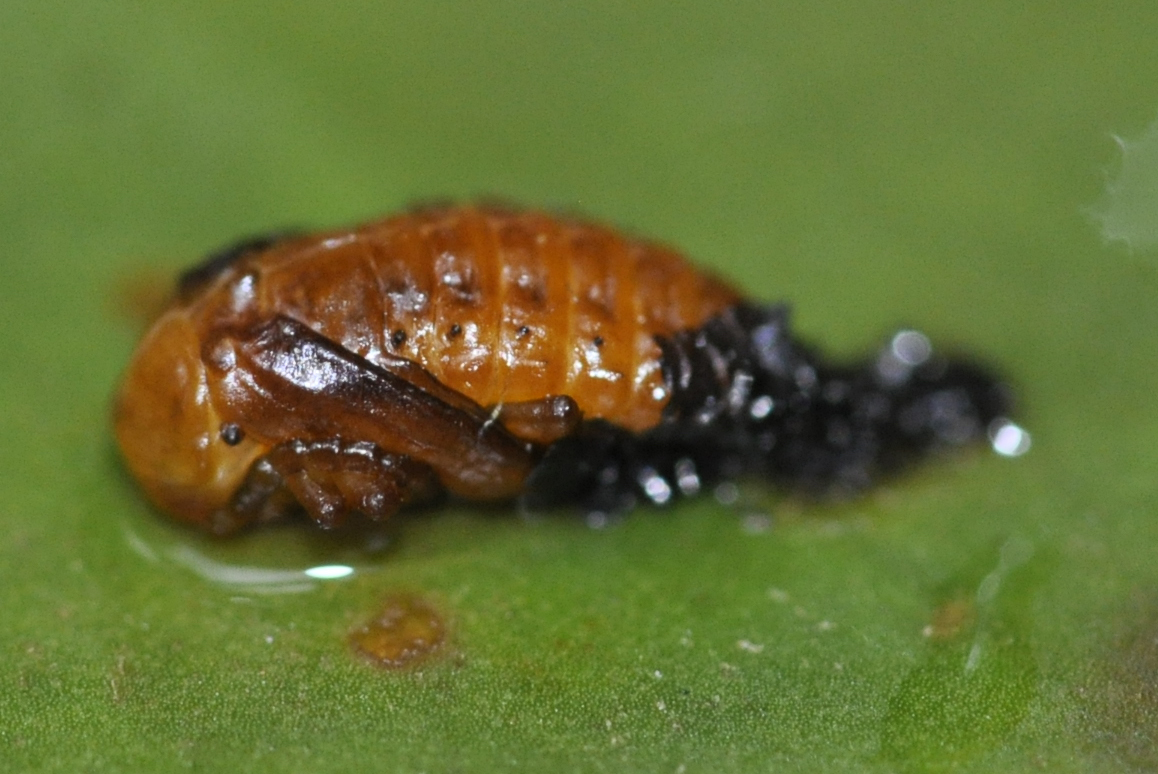
Nymphe constituée
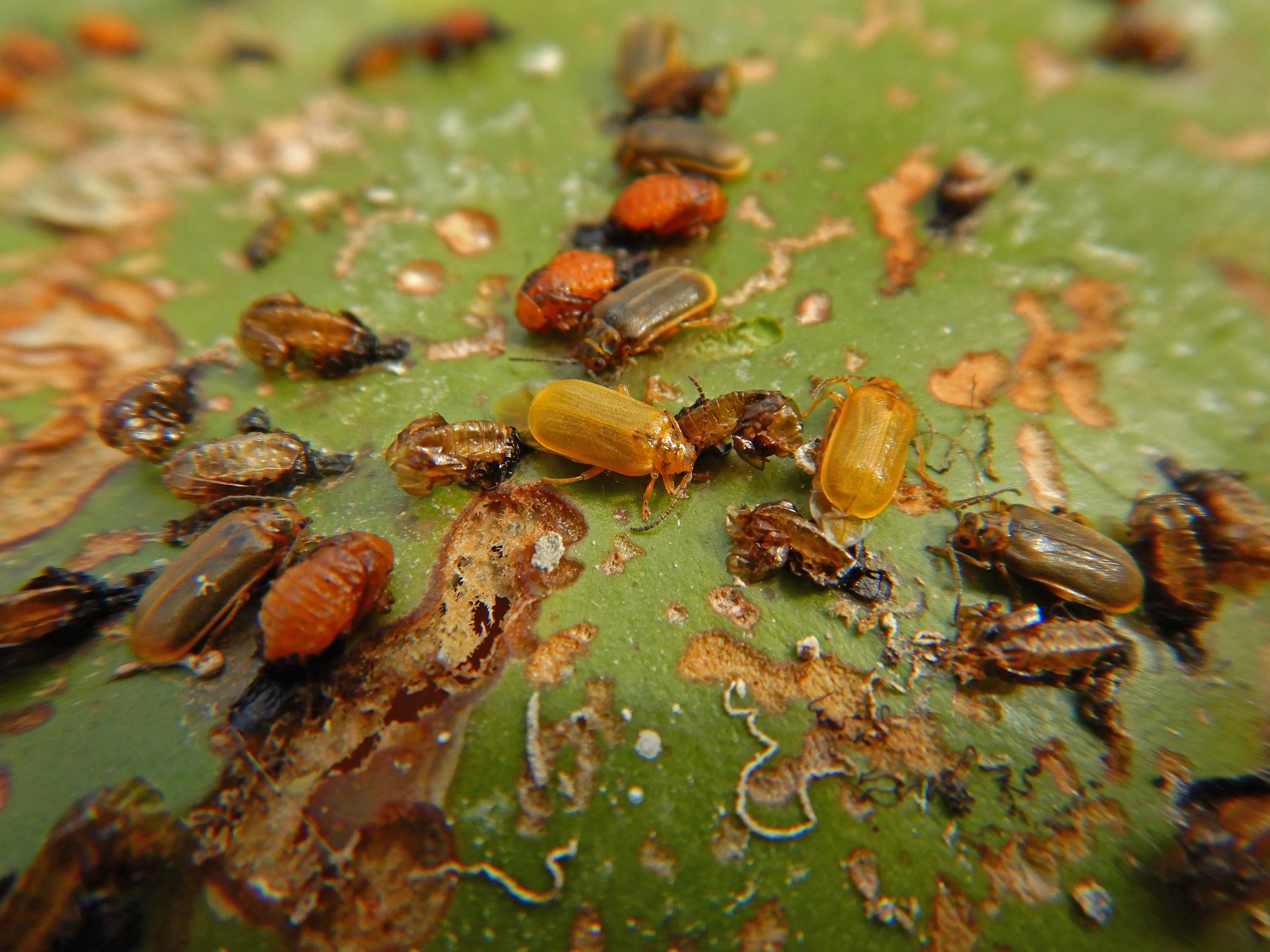
Nymphes et jeunes imagos